# Folgoso (Folgoso de Caurel)
Folgoso (llamada oficialmente Santa María de Folgoso do Courel) es una parroquia y un lugar español del municipio de Folgoso de Caurel, en la provincia de Lugo, Galicia.

## Otras denominaciones
La parroquia también es conocida por el nombre de Santa María de Folgoso.

## Límites
Limita con las parroquias de Seoane al norte, A Seara al este, Pacios da Serra al sureste, Vilamor al suroeste, y Santalla y Seceda al oeste.

## Organización territorial
La parroquia está formada por nueve entidades de población:
- Eiriz
- Ferreiros de Abaixo
- Ferreiros de Arriba
- Folgoso do Courel
- Pendella (A Pendella)
- Santa Eufemia
- Sobredo
- Touzón (O Touzón)
- Valdomir (Baldomir)

## Demografía

### Parroquia
| Gráfica de evolución demográfica de Folgoso (parroquia) entre 2000 y 2021 |
|                                                                           |
| Datos según el nomenclátor publicado por el INE.                          |

### Lugar
| Gráfica de evolución demográfica de Folgoso do Courel (lugar) entre 2000 y 2021 |
|                                                                                 |
| Datos según el nomenclátor publicado por el INE.                                |

## Lugares de interés
- Iglesia de Santa María
- Castro de A Torre